# DEMO TRACKS
DEMO TRACKS（デモ トラックス）は、SOUL'd OUTがインディーズ時代にリリースした、ワンコインCDである。

## 概要
SOUL'd OUTがメジャーデビュー前に、自主制作でTSUTAYA10店舗（渋谷店、新宿店、三軒茶屋店、西院店、梅田堂山店、馬事公苑店、新橋店、ベルパルレ国道一号線店、寝屋川駅前店、香里園店）限定で発売した。現在では入手が困難となっている。

## 収録曲
1. True to myself
2. Shut Out
3. S.O Magic
4. Diggy Diggy Diggy
5. SOUL'd OUT is Comin'